# Partido judicial de Betanzos
El Partido judicial de Betanzos es uno de los 45 partidos judiciales en los que se divide la comunidad autónoma de Galicia, siendo el partido judicial n.º 1 de la provincia de La Coruña, de los 14 partidos judiciales de dicha provincia.
Comprende a los municipios brigantinos de Abegondo, Aranga, Bergondo, Betanzos, Coirós, Curtis, Irijoa, Miño, Monfero, Oza-Cesuras, Paderne, Puentedeume, Sada, Sobrado, Villarmayor y Vilasantar.
La cabeza de partido y por tanto sede de las instituciones judiciales es Betanzos. La dirección del partido se sitúa en la Plaza Hermanos García Naveira de la localidad, en un edificio proyectado por José Vega y Verdugo y construido en 1674 que albergó durante siglos el Hospital de San Antonio de la ciudad. Betanzos cuenta con cuatro Juzgados de Primera Instancia e Instrucción.